# Quận Ulster, New York
Quận Ulster (tiếng Anh: Ulster County) là một quận trong tiểu bang New York, Hoa Kỳ. Quận lỵ là thành phố Kíngton 6. Theo điều tra dân số năm 2000 của Cục điều tra dân số Hoa Kỳ, quận này có dân số 177.749 người 2.

## Địa lý
Quận Ulster là ở phần phía đông nam của tiểu bang New York, phía nam của Albany, ngay phía tây của sông Hudson. Phần lớn diện tích của quận nằm trong dãy núi Catskill và Ridge Shawangunk. Quận Ulster có Công viên Tiểu bang Minnewaska, khu bảo tồn Mohonk, Công viên Tiểu bang Sunset, Rừng Tiểu bang VerNooykill.
Điểm cao nhất là núi Slide, tại khoảng 4.180 feet (1.274 m) trên mực nước biển.
Theo Cục điều tra dân số Hoa Kỳ, quận có tổng diện tích là 1.161 dặm vuông (3.006 km ²), trong đó, 1.126 dặm vuông (2.918 km ²) là đất và 34 dặm vuông (89 km ²) của nó là nước. Tổng diện tích là 2,95% diện tích mặt nước.

### Quận giáp ranh
- Quận Greene - bắc
- Columbia County – đông bắc
- Quận Dutchess – đông nam
- Quận Orange - nam
- Quận Sullivan – tây nam
- Quận Delaware – tây bắc

### Các thành phố và thị trấn
| - Denning (thị trấn) - Ellenville (village in Wawarsing) - Esopus (thị trấn) - Gardiner (thị trấn) - Hardenburgh (thị trấn) - Hurley (thị trấn) - Kingston (city) |  | - Kingston (thị trấn) - Lloyd (thị trấn) - Marbletown (thị trấn) - Marlborough (thị trấn) - Milton (làng) - New Paltz (thị trấn) - New Paltz (làng) |  | - Olive (thị trấn) - Plattekill (thị trấn) - Rochester (thị trấn) - Rosendale (thị trấn) - Saugerties (thị trấn) - Saugerties (làng) - Shandaken (thị trấn) |  | - Shawangunk (thị trấn) - Ulster (thị trấn) - Wawarsing (thị trấn) - Woodstock (thị trấn) |